# Jaguar C-X75
De Jaguar C-X75 is een hybride conceptauto van het Britse merk Jaguar. De C-X75 werd voor het eerst aan het publiek getoond tijdens de Mondial de l'Automobile van 2010. Naast vier elektromotoren beschikt de auto over twee gasturbines die de accu's opladen. De naam van de C-X75 is gebaseerd op het vijfenzeventigjarig bestaan van Jaguar, de C staat voor "Concept", de X voor "Experimental". De C-X75 zal hoogstwaarschijnlijk niet in productie genomen worden.

## Motor en prestaties
De C-X75 wordt aangedreven door vier elektromotoren die elk over 145 kW vermogen bezitten. Dit brengt het totale vermogen van de auto op 780 pk en een koppel van 1600 Nm. De microgasturbines zijn ontwikkeld in samenwerking met Bladon Jets en genereren genoeg elektriciteit om de auto een bereik van 900 km te geven. De turbines kunnen op meerdere brandstoffen draaien: diesel, biobrandstof, aardgas en lpg.

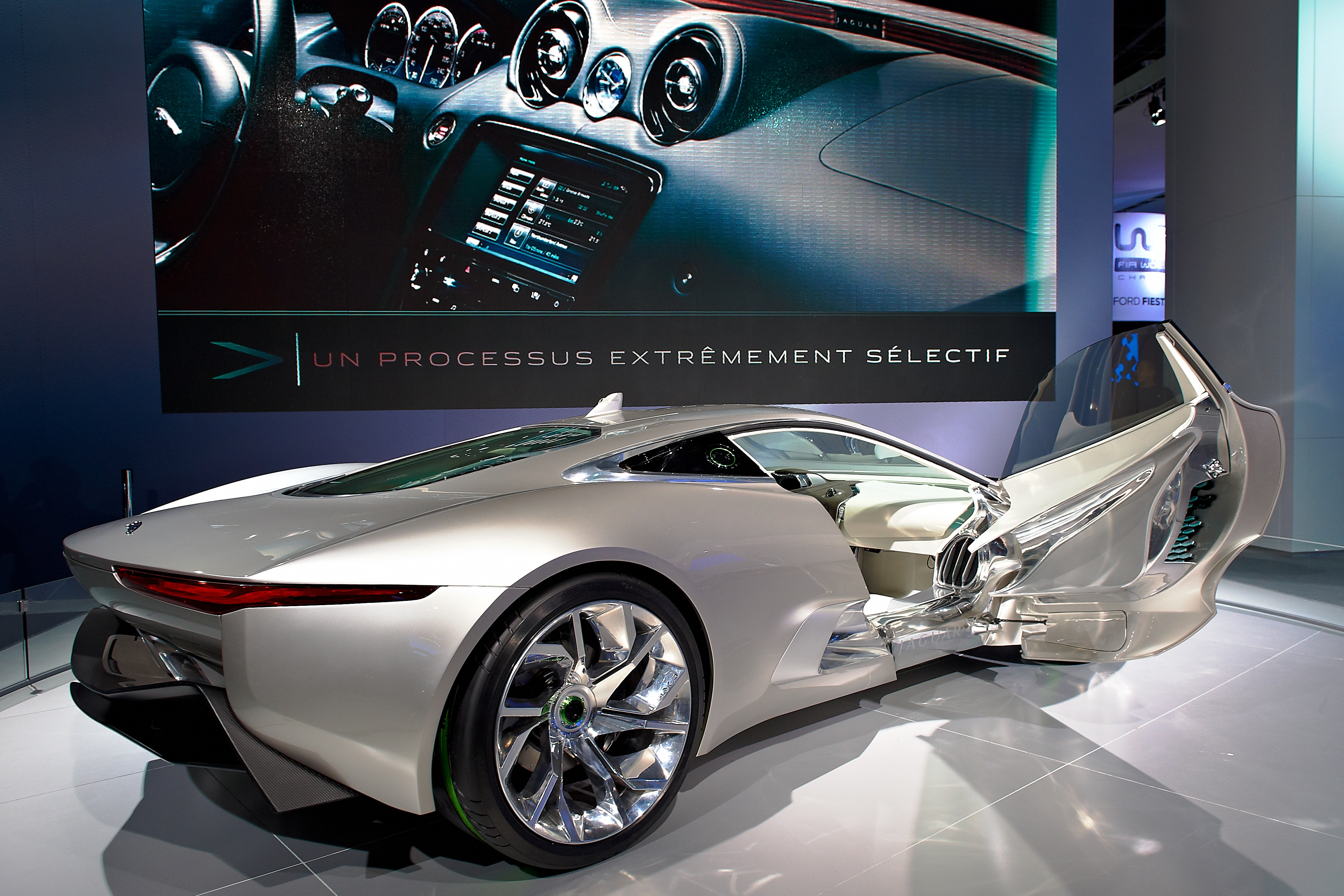
Achteraanzicht
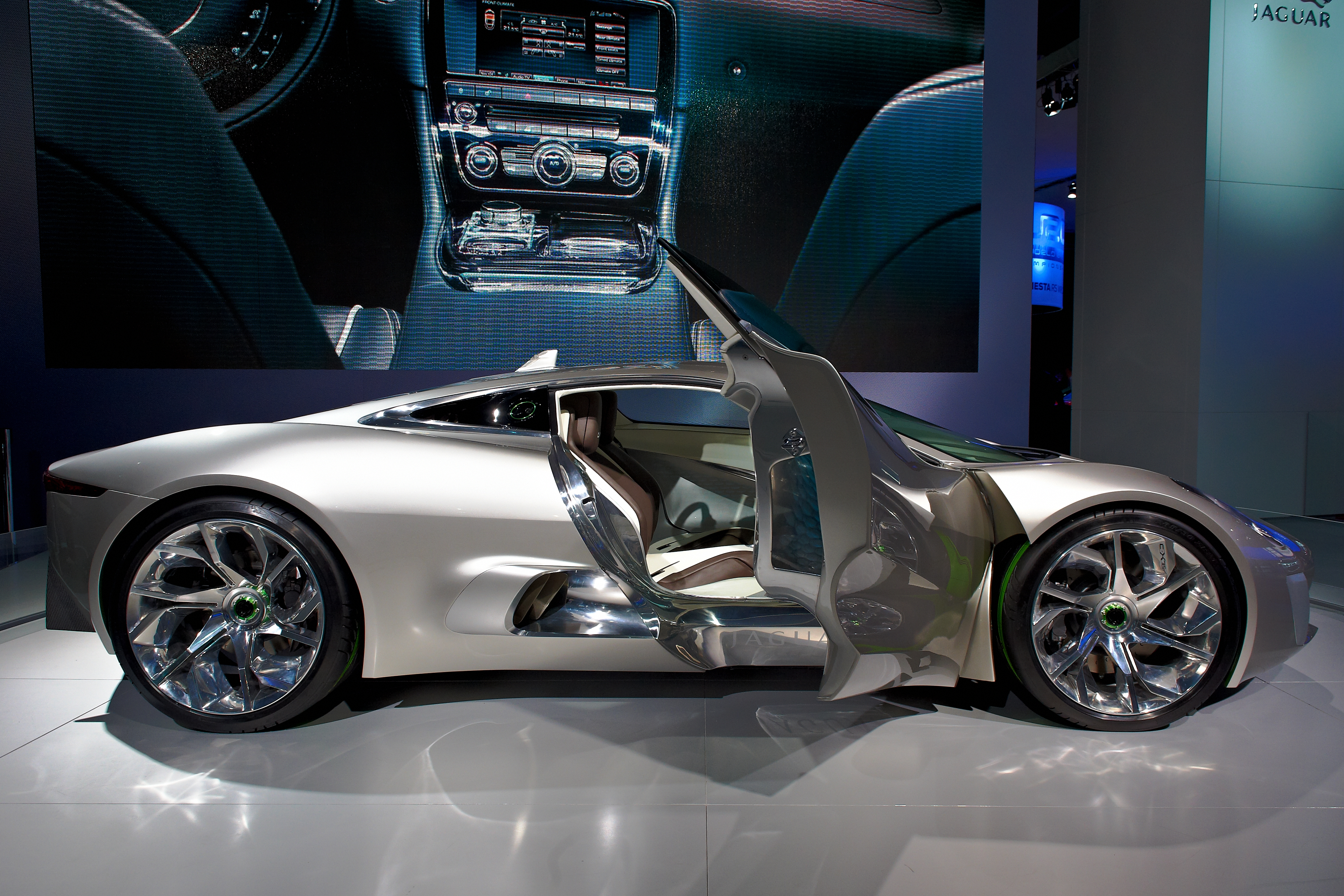
Zijaanzicht